# Lansford (Pensilvania)
Lansford es un borough ubicado en el condado de Carbon en el estado estadounidense de Pensilvania. En el año 2000 tenía una población de 4,230 habitantes y una densidad poblacional de 1,046.3 personas por km².

## Geografía
Lansford se encuentra ubicado en las coordenadas 40°49′53″N 75°53′0″O / 40.83139, -75.88333.

## Demografía
Según la Oficina del Censo en 2000 los ingresos medios por hogar en la localidad eran de $27,478 y los ingresos medios por familia eran $37,773. Los hombres tenían unos ingresos medios de $30,405 frente a los $22,255 para las mujeres. La renta per cápita para la localidad era de $14,347. Alrededor del 14.3% de la población estaba por debajo del umbral de pobreza.